# Hoiabos

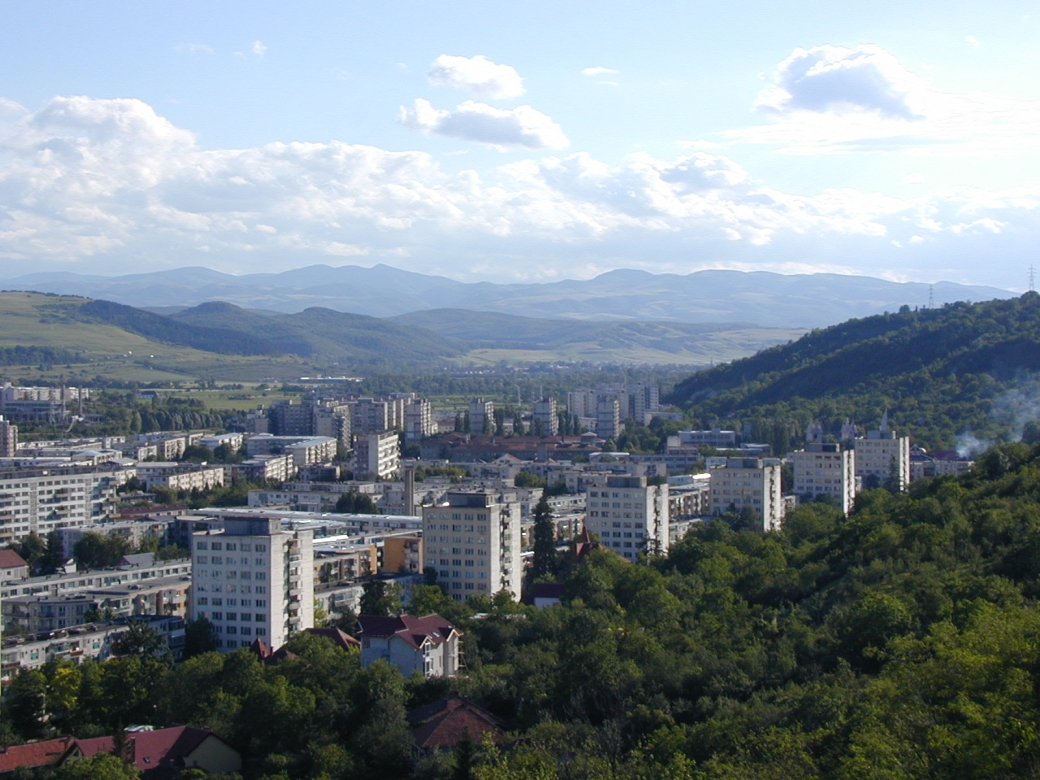
Zuidelijke helling van de Hoiaheuvel, en de vallei van de Someșul Mic-rivier

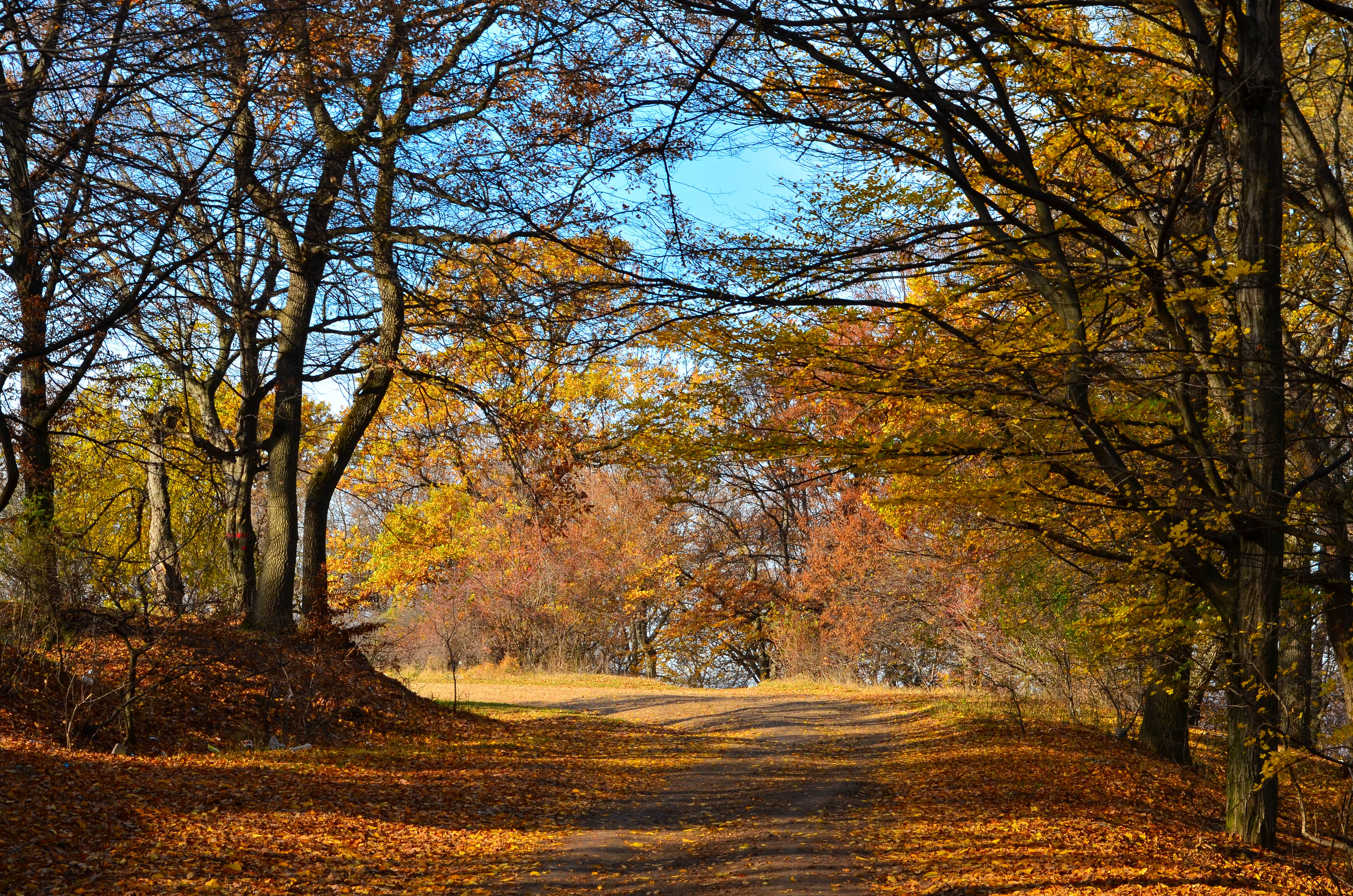
Herfstbeeld in het Hoiabos

Het Hoiabos (Roemeens: Pădurea Hoia) is een natuurgebied van 295 hectare gelegen in het westen van de stad Cluj-Napoca, in de buurt van het openluchtgedeelte van het Etnografisch Museum van Transsylvanië. Het bos wordt gebruikt als een gemeenschappelijke recreatieve bestemming. Later werd een fietspark door het bos aangelegd, evenals gebieden voor andere sporten, zoals paintball, airsoft en boogschieten.

## Geografie
Het bos beslaat een gebied van ongeveer drie vierkante kilometer. De zuidelijke grens begint op een heuvelrug die van oost naar west loopt. Het bevat niet de steile zuidelijke helling van de heuvel, die oprijst uit de rivier de Someşul Mic. In het noorden eindigt het bos op een zachtere helling, die de rivier de Nadăş ontmoet.
Het oostelijke uiteinde van het bos wordt begrensd door de Tăietura Turcului, een kunstmatige vallei die de heuvel van noord naar zuid verdeelt en een verkeersweg bevat. Het westelijke uiteinde van het bos bereikt de noordoostelijke helling van de Dealul Melcilor, vlak bij het Mujaibos, dat verder naar het westen reikt. De Bongarvallei loopt langs het zuidelijke einde van deze kant, die een donzig eikenbos bevat dat uniek is voor de zuidelijke steppe. Een deel van het noordoostelijke uiteinde van het bos wordt begrensd door Valea Lungă (lange vallei), die door de Eoceense kalksteen loopt en Cheile Baciului vormt, een vallei met asymmetrische hellingen. Een klein natuurlijk meer ligt stroomopwaarts van Cheile Baciului, aan de rand van het bos. Er zijn verschillende bronnen met drinkbaar water aan de noordkant van het bos, in Valea Lungă.

## Archeologische vondsten
De oudste neolithische nederzetting in Roemenië (vermoedelijk rond 6500 voor Christus gesticht) behorend tot de Starčevo-Köröscultuur werd ontdekt in het noorden van Valea Lungă. Tombes en huizen uit deze nederzetting werden tussen 1960 en 1994 ontdekt.

## Legenden
Volgens legende is het Hoiawoud de locatie van paranormale fenomenen. Veel  spookverhalen en stedelijke legendes dragen bij tot zijn populariteit als toeristische attractie.